# TV Universidade
TV Universidade (mais conhecida pelo acrônimo TVU) é uma emissora de televisão brasileira sediada em Cuiabá, capital do estado do Mato Grosso. Opera no canal 2 (26 UHF digital) e é afiliada à TV Brasil.

## Sinal digital
| Canal virtual | Canal Digital | Resolução de tela | Programação                                          |
| ------------- | ------------- | ----------------- | ---------------------------------------------------- |
| 2.1           | 26 UHF        | 1080i             | Programação principal da TV Universidade / TV Brasil |

A emissora passou a transmitir pelo sinal digital em 27 de março de 2019, pelo canal 26 UHF, em fase experimental. No dia 11 de junho entrou no ar em definitivo o seu canal digital, em 6 de agosto de 2020 passou a transmitir em alta definição.
Transição para o sinal digital
Com base no decreto federal de transição das emissoras de TV brasileiras do sinal analógico para o digital, a TV Universidade, bem como as outras emissoras de Cuiabá, cessou suas transmissões pelo canal 2 VHF em 14 de agosto de 2018, seguindo o cronograma oficial da ANATEL.

## Programas
- Redação TVU
- No Núcleo da Gestão

Diversos outros programas compuseram a grade da emissora e foram descontinuados
- Repórter Mato Grosso
- UFMT Ciência
- Você no Cinema
- Por dentro da UFMT
- Convidado da Sexta
- TVU na TV Brasil
- Conheça Mato Grosso
- Agora Quando?!
- Diálogos